# Nikolái Kuznetsov (ciclista soviético)
Nikolái Kuznetsov –en ruso, Николай Кузнецов– es un deportista soviético que compitió en ciclismo en la modalidad de pista. Ganó una medalla de plata en el Campeonato Mundial de Ciclismo en Pista de 1981, en la prueba de persecución por equipos.

## Medallero internacional
| Campeonato Mundial | Campeonato Mundial     | Campeonato Mundial | Campeonato Mundial          |
| Año                | Lugar                  | Medalla            | Competición                 |
| ------------------ | ---------------------- | ------------------ | --------------------------- |
| 1981               | Brno ( Checoslovaquia) | Medalla de plata   | Persecución por equipos (A) |